# Сирнота
Сирнота (на латински: Sernota, Syrnota) е пътна станция на римския Военен път (Виа Милитарис) при днешното с. Маноле, община Марица, област Пловдив.
Отбелязана е на Бурдигалския пътеводител от 333 г. като mutatio (спирка за кратка почивка и смяна на коне). Намирала се е на територията, администрирана от Филипопол (дн. Пловдив), на 11 римски мили (18 км) източно от града. Вероятно е изградена заедно със строежа на Военния път през 60-те години на I в. сл. Хр. Част от римския път е окрита между с. Рогош и с. Маноле и южно от гарата на последното село.
През 2019 г. в могилата Мал тепе в с. Маноле са проведени археологически разкопки с ръководител доц. Кисьов. Разкрито е внушително погребано съоръжение тип мавзолей, представляващо стъпаловидна кула с височина 20 м, покрита с могилен насип. Намерените на обекта монети са от времето на император Филип I Арабина (244 – 249 г.) Работна датировка на съоръжението, предолжена от изследователския екип, е II – ІІІ в. сл. Хр., около или след епохата на войнишките императори в Древен Рим.